# Agent de maîtrise
Le statut d'agent de maîtrise désigne, en France, un salarié doté des responsabilités en termes d'encadrement d'une équipe, avec un niveau de responsabilité moindre que celui d'un cadre. 
Ce statut est défini par les conventions collectives du secteur auquel le salarié est rattaché. En effet, selon les entreprises, l'agent de maîtrise peut être un technicien placé sur un poste où le niveau d'habilité attendue est supérieur, un encadrant qui effectue en même temps des missions opérationnelles, un coordinateur d'un service non encadrant ou encore un encadrant de proximité n'ayant pas le statut de cadre.
Dans la Fonction publique territoriale, le cadre d'emploi des « agents de maîtrise territoriaux » recouvre une multitude de métiers dans les services et équipements techniques dans les communes, départements, régions, intercommunalités et leurs établissements publics.